# Maria Buză
Maria Buză (n. 26 februarie 1969, București ) este o actriță și cântăreață română.

## Biografie
S-a născut la București în familia unui croitor originar din Horezu, județul Vâlcea, iar mama sa a fost din Târgu Jiu. A urmat studiile primare la Școala nr. 92 din București. A absolvit „Academia de Teatru și Film” din București, promoția 1997, clasa profesorului Gelu Colceag. Mariei Buză i-a plăcut să se exprime prin muzică și dans încă din adolescență. 
„În vremea liceului și câțiva ani după asta am dansat în ansamblul de amatori Doina Bucureștiului. Eram foarte atrasă de cântecele artiștilor. Să nu vă gândiți că-mi închipuiam vreodată că am să învăț cântece populare și că am să urc pe scenă alături de un taraf. Nici nu îndrăzneam să visez. Eu nu știam decât o strofă-două din cântece ”
Își dorea să ajungă balerină, dar părinții nu aveau posibilitățile materiale necesare. Au reușit în cele din urmă să strângă suma de bani necesară și au înscris-o la Școala populară de artă unde a făcut balet doi ani și apoi dansuri populare.
Doi ani, din '87 până în '89, a lucrat la un centru de calcul, unde era operator calculator: Lucram două săptămâni pe lună și în celelalte două nu făceam nimic, ne plictiseam de moarte.... Colegele mele scoteau scaunele dintre birouri, le rânduiau și eu, în fața lor, începeam să fac tot felul de tâmpenii și drăcovenii. Era show. Trecea timpul mai ușor și mai plăcut, iar șefa mea îmi zicea: „Măi, Maria, du-te și tu la un concurs, fă ceva, pleacă naibii de-aici!”.
Îndrumată să dea la teatru de prietena ei, Lia Bugnar care la momentul respectiv, era deja studentă în anul II, Maria a intrat a treia și așa a început cariera ei în teatru.
La admiterea la facultate, la proba muzicală, când a fost să aleg și eu un cântecel, mi-am dat seama că nu știu niciunul cu text complet. Și o prietenă zice: "Tu știi o strofă din "Mai ții minte măi, dragă Mărie", o strofă din "Cine iubește și lasă", dar știi ceva și din Whitney Houston și din Mariah Carey. Facem așa: dai dintr-una-ntr-alta.". Și am făcut un potpuriu, un colaj pornind de la ceea ce știam eu. Și le-am legat într-un mod foarte interesant. Ceva de genul: "Cine iubește și lasă, Dumnezeu să-i dea pedeapsă/ Târâișul șarpelui și pasul gândaculuiiiiiiiuuuuu Uuu, will allways love youuuu". Momentul acesta i-a surprins plăcut pe cei din comisie. Când am intrat în facultate, eram deja cunoscută pentru asta...".
Făcând parte din anul 1995 până în anul 2000 din grupul umoristic Vouă, în perioada 1997 - 1998 merge în turnee în Canada și SUA, alături de componenții grupului.
După absolvirea facultății este angajată în 1998 la Teatrul Național „Ion Luca Caragiale” din București și debutează cu rolul Smărăndiței în piesa „O batistă în Dunăre”, de D. R. Popescu, în regia lui Ion Cojar. Tot în același an lansează albumul muzical Fluturi galbeni.
Maria Buză este angrenată în teatru, puțin și în film, în televiziune și în diferite proiecte personale unde cântă alături de Taraful George Pătrașcu, soțul ei. Împreună au scos albumele Piatra, piatra și Fluturi galbeni.
Prezintă emisiunea O dată-n viață, la TVR unde, alături de Marius Rizea, oferind momente de umor prin interpretarea personajelor Floarea și Gheorghe.
A participat la 4 din cele 16 sezoane ale emisiunii Te cunosc de undeva de pe postul Antena 1.
A câștigat Sezonul Gold , cel de-al 6 sezon al emisiunii Te cunosc de undeva.
În 2021, a jucat rolul Ginei în serialul Adela difuzat la Antena 1.
Maria Buză este căsătorită cu violonistul George  Pătrașcu, iar împreună au un fiu, Andrei.

## Filme
- 2024- Înapoi în Groapa(serial)-Zina Vlahu
- 2024- Clanul(serial)-Zina Vlahu
- 2023- Groapa(serial)-Zina Vlahu
- 2021- Adela(serial)- Gina
- 2019- Fructul oprit(serial)-Șlibovița
- 2013-Boeing,Boeing -Berta
- 2009-Ploaie în deșert-Secretara
- 2006-Și totul era nimic...-Tiganca
- 2006-Viața fără ea-Elena
- 2003-Pitici și tătici(serial)-Crenguța(voce)

## Albume
- Fluturi galbeni
- Piatră, piatră
- Fetele de măritat